# Callaeum
Callaeum es un género de plantas con flores con once especies perteneciente a la familia Malpighiaceae.

## Descripción
Son enredaderas leñosas o arbustos con ramas escandentes. Las inflorescencias son axilares o terminales, simples o compuestos , con las flores en umbelas con pocas flores o corimbos. Los pétalos son de color amarillo limón. Es fruto en sámaras. 

## Taxonomía
El género fue descrito por John Kunkel Small y publicado en North American Flora 25(2): 128 en el año 1910. La especie tipo es Callaeum nicaraguense (Griseb.) Small.
Citología
El número de cromosomas : n = 10 ( W. Anderson R., 1993)

## Especies
- Callaeum antifebrile (Griseb.) D.M.Johnson
- Callaeum chiapense (Lundell) D.M.Johnson
- Callaeum clavipetalum D.M.Johnson
- Callaeum coactum D.M.Johnson
- Callaeum johnsonii W.R.Anderson
- Callaeum macropterum (DC.) D.M.Johnson
- Callaeum malpighioides (Turcz.) D.M.Johnson
- Callaeum nicaragüense Small
- Callaeum psilophyllum (A.Juss.) D.M.Johnson
- Callaeum reticulatum D.M.Johnson
- Callaeum septentrionale (A.Juss.) D.M.Johnson